# Takahashi

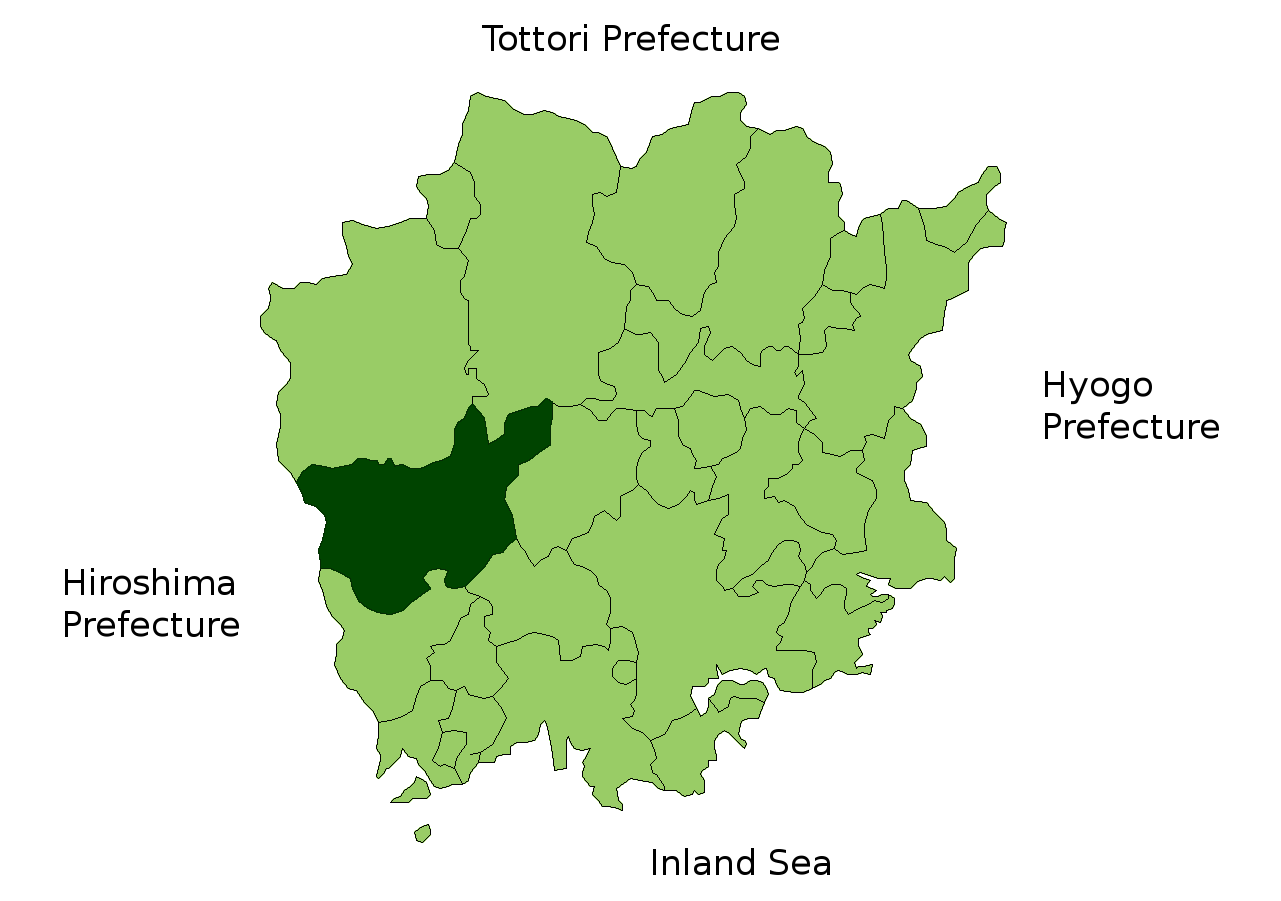

Takahashi (高梁市 Takahashi-shi?) este un municipiu din Japonia, prefectura Okayama.